# ランカスター公領大臣
ランカスター公領大臣（ランカスターこうりょうだいじん、英語: Chancellor of the Duchy of Lancaster）は、イギリス政府の大臣職。ランカスター公領の領地と租税の行政を担当し、首相の勧告に基づきイギリスの君主によって任命される。
ランカスター公領大臣は公領の統治について、議会に責任を負う必要がある。政府の政策の策定と実施について首相に助言する。

## 歴史
ランカスター公領大臣は元はランカスター公領とランカスター王権伯領（1399年に王冠領に併合された王権伯領）の日常管理を担当する官僚だったが、前までは代理の官僚が業務を遂行するようになり、ランカスター公領大臣は大臣職務がほとんどない、ただの内閣の一員となっていた。
1491年、ランカスター王権伯領副大臣という官職が創設された。現代において、この官職にはイングランド北西部で職務を行う高等法院の衡平法部の裁判官が任命され、公領の法務官として同職に任命されることはなくなった。
現代は、閣僚委員会の議長および副議長、政府事業の実施、委員会と実施タスクフォース、英国の欧州連合からの離脱の権限委譲の結果、および憲法問題の監督、内閣府のすべての政策を監督する等広範な権限がある。

## 現代
現代において、ランカスター公領大臣は職務（行政、財務、法律の職務）に平均で週に1日を費やしている。1868年約束宣誓法（Promissory Oaths Act 1868）に基づき、ランカスター公領大臣は忠誠宣誓と就任宣誓を行う必要がある。閑職であるランカスター公領大臣はほぼ無任所大臣と同義であり、例えば1929年に成立した第2次マクドナルド内閣でランカスター公領大臣に就任したオズワルド・モズレーは失業問題への取り組みに集中した。
1975年大臣職等俸給法に基づき、ランカスター公領大臣は俸給をもらう権利があったが、第3節ではランカスター公領大臣の俸給から兼任職の俸給を差し引くことを定めている。ランカスター公領大臣という公職は内閣府の一部である。
1997年から2009年まで、ランカスター公領大臣は内閣府大臣を兼任した。例えば、アラン・ミルバーンが2004年にトニー・ブレア首相の任命を受けて、ランカスター公領大臣に就任したとき、同時に入閣して内閣府大臣に就任している。しかし、2009年にゴードン・ブラウン首相が内閣を改造したとき、ランカスター公領大臣に任命されたのは貴族院院内総務のブレイスドンのロイヤル女男爵ジャネット・ロイヤルであり、彼女は内閣府大臣を兼任しなかった。2010年5月12日に成立した第1次キャメロン内閣でも貴族院院内総務であるストラスクライド男爵がランカスター公領大臣を兼任した。
近年の大臣は以下の通り。
- オリバー・レットウィン（英語版） (2014-2016)
- パトリック・マクローリン（英語版） (2016-2018)
- デイヴィッド・リディングトン（英語版） (2018-2019)
- マイケル・ゴーヴ (2019-2021)
- ステファン・バークレー (2021-2022)
- キット・モルトハウス（英語版） (2022)
- ナディム・ザハウィ (2022)
- オリヴァー・ダウデン（英語版） (2022-2024)
- パット・マクファデン（英語版） (2024-現職)